# Jay Rock
Johnny Reed McKinzie, Jr. (Los Angeles, Kalifornija, SAD, 31. ožujka 1986.), bolje poznat po svom umjetničkom imenu Jay Rock je američki reper, tekstopisac i glazbeni producent. Jay Rock je član hip hop grupe Black Hippy zajedno s Ab-Soulom, Kendrickom Lamarom i Schoolboy Q-em. Jay Rock je svoju glazbenu karijeru započeo 2006. godine kada je objavio prvi miksani album Watts Finest Vol. I. Objavio je još mnogo miksanih albuma sve do 2011. godine kada je potpisao ugovor s diskografskom kućom Strange Music. Iste godine je objavio svoj prvi nezavisni album Follow Me Home.

## Diskografija

### Nezavisni albumi
- Follow Me Home (2011.)

### Miksani albumi
- Watts Finest Vol. I (2006.)
- Watts Finest Vol. II: The Nickerson Files (2006.)
- Watts Finest Vol. III: The Watts Riots (2007.)
- No Sleep 'Til NYC (2007.)
- Do It Nigga Squad Vol. 1 (2008.)
- Coming Soon to a Hood Near You (2008.)
- Gudda Muzik (2009.)
- 30 Day Takeover (2009.)
- From Hood Tales to the Cover of XXL (2010.)
- Black Friday (2010.)

## Vanjske poveznice
- Službena stranica